# Dornier Libelle
Dornier Libelle («стрекоза»), также Do A — немецкая летающая лодка, моноплан с крылом типа «парасоль» и открытой кабиной пилота. Конструкция преимущественно металлическая, с частичной тканевой обтяжкой крыльев.

## Характеристики
Источник 
Основные характеристики
- Экипаж: 1
- Пассажиры: 2
- Длина: 7.18 м (23 фт 6.5 дм)
- Размах крыла: 8.5 м (27 фт 10.5 дм)
- Высота: 2.27 м (7 фт 5.25 дм)
- Площадь крыла: 14 м² (150.7 кв. фт)
- Масса пустого: 400 кг (882 lb)
- Взлётная масса: 650 кг (1,433 lb)
- Двигатель: 1 × Радиальный Siemens-Halske Sh 4, 37-45 кВт (50-60 лс) each

Лётные характеристики
- Максимальная скорость: 120 км/ч (75 миль/ч)
- Практический потолок: 1,600 м (5,250 фт)